# Piansano
Piansano és un comune (municipi) de la província de Viterbo, a la regió italiana del Laci, situat a uns 90 km al nord-oest de Roma i a uns 25 km al nord-oest de Viterbo.
Piansano limita amb els municipis següents: Arlena di Castro, Capodimonte, Cellere, Valentano i Tuscània.
L'any 2004 la seva població era de 2.232 habitants.